# إخفاء معلومات الطابعة

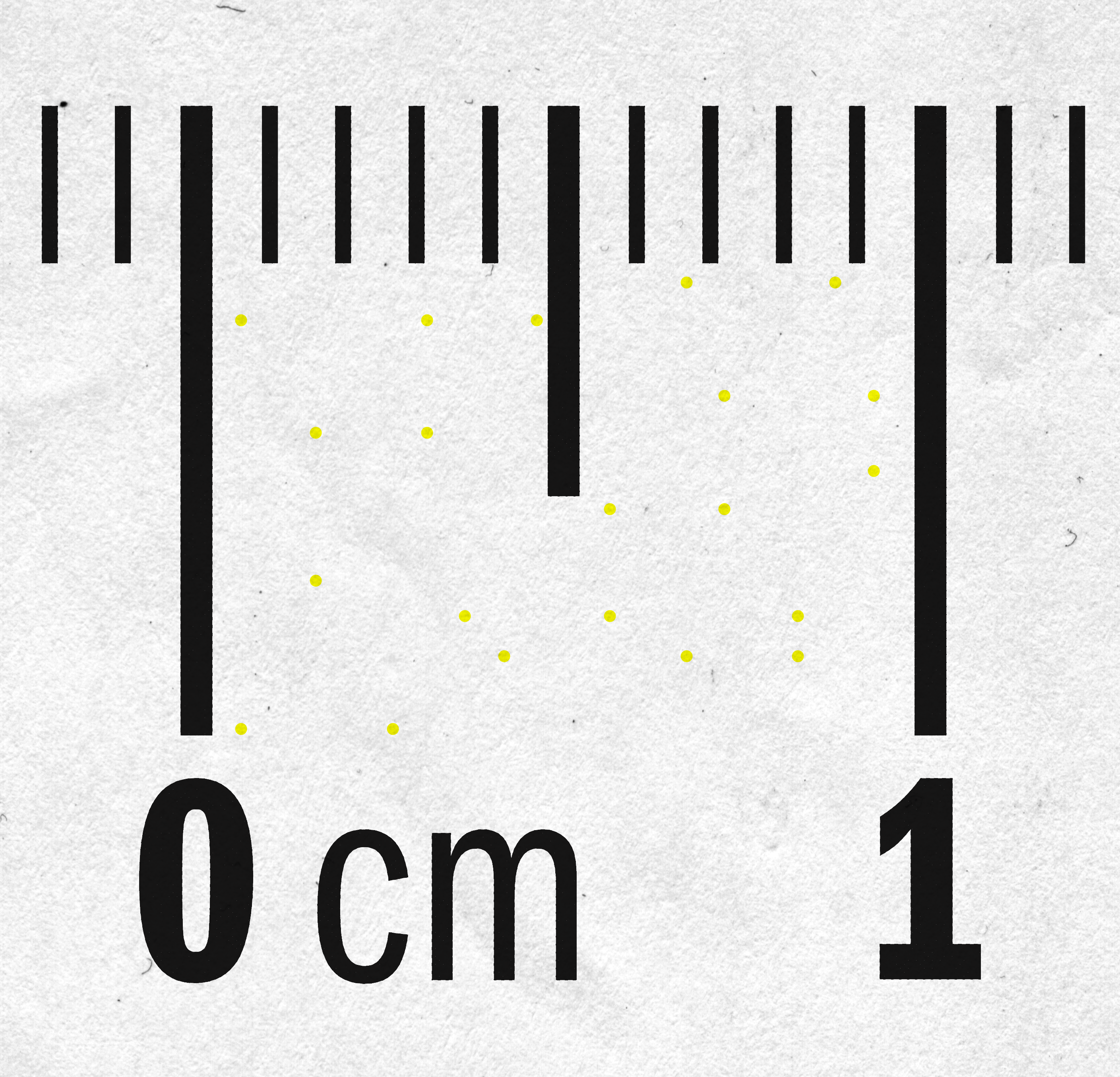
مثال يوضح النقاط الصفراء على ورقة بيضاء ناتجة عن طابعة ليزرية ملونة.

إخفاء معلومات الطابعة (بالإنجليزية: Printer steganography) هو نوع من إخفاء المعلومات ويعتمد على إخفاء المعلومات بالمعلومات. تنتجها الطابعات الليزرية الملونة بإضافة عدد كبير من النقاط الصفراء متناهية الصغر على كل ورقة مطبوعة، وبالكاد تكون مرئية للعين المجردة ولكنها تظهر بوضوح باستخدام مكبرة أو تحت الضوء الأزرق. تمثل هذه النقاط ترميز مميز يدل على الطابعة ورقمها التسلسلي والختم الزمني وهو شبيه بالعلامة المائية.
في بداية التسعينات قامت شركة زيروكس وشركات أخرى باستخدام هذه الطريقة لطمأنة الحكومات بأن هذه الطابعات لن تستخدم في التزوير.
في 2005 قامت منظمة الجبهة الإلكترونية بفك ترميز طابعات شركة زيروكس (DocuColor) ونشرت دليلاً على الإنترنت للتأكد منها.

## وصلات خارجية
- Musgrove، Mike (19 أكتوبر 2005). "Sleuths Crack Tracking Code Discovered in Color Printers". The Washington Post. مؤرشف من الأصل في 2019-09-07.
- Risks-L digest (October 26, 2005)
- DocuColor Tracking Dot Decoding Guide Electronic Frontier Foundation (October, 2005)
- Electronic Frontier Foundation information pages
- Electronic Frontier Foundation list of affected and non affected printers
- Jason Tuohey (22 نوفمبر 2004). "Government Uses Color Laser Printer Technology to Track Documents". PCWorld. مؤرشف من الأصل في 2012-09-12. {{استشهاد بخبر}}: |archive-date= / |archive-url= timestamp mismatch (مساعدة)